# Макрокомпаративистика
Макрокомпаративи́стика — раздел лингвистической компаративистики, изучающий дальнее языковое родство.
Некоторые исследователи (например, Л. Траск) считают, что 8—10 (или даже 5—8) тысяч лет языковой дивергенции — это абсолютный предел для установления языкового родства. Это число восходит к стандартной глоттохронологической формуле М. Сводеша, согласно которой в двух родственных языках, разделённых 10 тысяч лет независимой дивергенции, сохранится 5—6 % общей лексики (в стословном списке Сводеша). В такой ситуации уже невозможно отличить родственные слова от случайных совпадений.
Решение представляет метод ступенчатой реконструкции. Для неглубоких языковых семей удаётся реконструировать весь стословный список Сводеша почти без пропусков. Таким образом, можно сравнивать не только современные языки, но и реконструированные.

## Взгляды различных учёных на дальнее языковое родство
Традиционно по взглядам на макрокомпаративистику лингвистов делят на две группы: сплиттеры (англ. splitters — ‘раскалывающие’) — те, кто требует сверхубедительных доказательств для объединения языков в семьи, крайне осторожны в вопросах языкового родства, противники идей макрокомпаративистики, и ламперы (lumpers — ‘сваливающие в кучу’) — те, кто объединяет языки в семьи без убедительных доказательств их родства, кто стремятся уменьшить число языковых семей. Эдвард Вайда называет типичным представителем сплиттеров Дональда Ринджа. Уильям Позер относит к ламперам Дж. Гринберга и М. Рулена и называет ламперов шарлатанами (англ. quackery), а Вайда относит их же к ламперам, выделяя отдельный класс «суперламперов», к которым он относит А. Б. Долгопольского, В. В. Шеворошкина и В. М. Иллич-Свитыча.
Г. С. Старостин предложил, по его мнению, более точную классификацию: гиперскептики, мультилатералисты и макрокомпаративисты. Первые занимают лидирующие позиции в мировой лингвистике. По их мнению, предел возможностей компаративиста находится на глубине пяти-шести или семи-восьми тысяч лет. Они категорически не согласны с возможностью доказательства дальнего родства языков. Ведущий в мире гиперскептик по мнению Старостина — Л. Кэмпбелл. Мультилатералисты — это те, кто соглашается с тем, что классический сравнительно-исторический метод не работает должным образом на глубоких хронологических уровнях, и считают, что для исследований дальнего родства нужно применять альтернативные методы. Крупнейший мультилатералист — Джозеф Гринберг с его методом «массового сравнения» (англ. mass comparison, позднее multilateral comparison — ‘многостороннее сравнение’). Макрокомпаративисты же изучают дальнее языковое родство на основе сравнительно-исторического метода с помощью ступенчатой реконструкции.

## Критика макрокомпаративистики и контраргументы
В учебнике по сравнительно-историческому языкознанию С. А. Старостин и С. А. Бурлак приводят аргументы против макрокомпаративистики и контраргументы на них.
По мнению некоторых критиков изучения дальнего родства, при сравнении языков на глубоких хронологических уровнях трудно или вовсе невозможно отличить случайные совпадения от когнатов. Тем не менее, если количество схождений между праязыками больше, чем между живыми (или мёртвыми письменно зафиксированными) языками, то это убедительно показывает родство.
Также реконструкции неточны, поэтому при сравнении праязыков количество неточностей увеличивается. Но это зависит лишь от тщательности самой реконструкции и добросовестности исследователя. Например В. А. Дыбо при подготовке третьего тома «Опыта сравнения ностратических языков» В. М. Иллич-Свитыча особое внимание уделил точности реконструкции. В этом томе тщательно анализируются все рефлексы реконструированных лексем, и словарные статьи могут достигать объёма более 10 страниц.
Также чем глубже реконструкция, тем меньше остаётся лексики для сравнения. Но утеря лексики во всех языках-потомках происходит независимо, и в разных ветвях выпадает разная лексика. Очевидно, что количество восстанавливаемой лексики зависит не от глубины реконструкции, а от количества ветвей, на которые праязык распался. Если он распался только на два языка (как прауральский или пра-северно-кавказский), то восстанавливать на праязыковом уровне можно только те лексемы, которые сохранились в обоих языках. При увеличении числа ветвей увеличивается и количество восстанавливаемой лексики.
По мнению С. А. Старостина и С. А. Бурлак, никаких теоретических препятствий на пути исследования дальнего языкового родства нет.